# Marcus Dixon
Marcus R. Dixon, jucat de Carl Lumbly, este unul dintre colegii de lucru a lui Sydney Bristow, în serialul Alias.

## Biografie
Marcus Dixon este un agent inteligent și puternic; capabil să vorbească fluent mai multe limbi. Totuși, Dixon poate fi foarte emoțional când vine vorba de familia sa, fiind în stare să facă orice pentru a o proteja.
La SD-6, Dixon era partenerul în misiuni a lui Sydney Bristow, dar spre deosebire de Sydney, Dixon nu știa că SD-6 nu era o ramură secretă a CIA. De mai multe ori în timpul primului sezonului, Dixon s-a întrebat de loialitatea lui Sydney, crezând că este un agent dublu, lucru care era adevărat.
După căderea organizației SD-6, Dixon, sub presiunile soției sale, nu a vrut să lucreze pentru CIA, dar când Sydney a fost capturată a fost convins de Vaughn să-l ajute să o salveze și în final să se alăture CIA-ului.
Soția lui Dixon, Diane, a fost omorâtă într-o explozie de mașină, ca răzbunare a lui Arvin Sloane pentru faptul că Dixon i-a omorât din greșeală soția, Emily, într-o misiune CIA. Cei doi copii ai lui Dixon, Robin și Steven, au fost capturați de Legământ, în încercarea de a obține, în mod forțat, un obiect al lui Milo Rambaldi. În timpul celor doi ani când Sydney a dispărut -între sezonul 2 și 3-, Dixon a fost promovat ca director al departamentului CIA, unde Sydney lucra. Dixon a fost unul dintre puținii oameni care au știut că Sydney trăia în acea perioadă.
La începutul sezonului 4, Dixon nu a mai continuat să fie director, deoarece a fost recrutat, ca agent de teren, la Authorized Personnel Only (APO), o ramură secretă a CIA-ului. Cu timpul, s-a implicat într-o relație amoroasă cu directoarea CIA, Chase. Pe parcursul urmăririi lui Arvin Sloane și a Elenei Derevko, a fost împușcat de către Elena și rănit grav, fiind astfel absent de la finalul sezonului -probabil fiind în spital pentru însănătoșire. Atât faptul că a fost rănit, cât și relația sa cu Chase, se pare că au fost uitate la începutul sezonului 5.
Dixon a continuat să fie un agent de teren la APO pe parcursul sezonului 5. În ultimul episod, o secvență din viitor dezvăluie faptul că Dixon a fost promovat din nou la poziția de Director Adjunct (deși nu este explicat dacă APO mai există sau nu). El și-a menținut relația de prietenie cu Vaughn și Sydney. Fiica lor, Isabelle îl numește "Unchiul Dixon" (continuând obiceiul mamei ei de a li se adresa bărbaților la care ține pe numele lor de familie). 